# Свинец (Архангельская область)
Свинец — деревня в Приморском районе Архангельской области. Входит в состав Островного сельского поселения.

## География
Деревня находится на острове Свинец, расположенном в Никольском рукаве дельты Северной Двины, южнее деревни Конецдворье.

## История
С 2004 года по 2015 год деревня Свинец входила в состав Вознесенского сельского поселения.
Законом Архангельской области от 28 мая 2015 года № 289-17-ОЗ муниципальные образования «Вознесенское», «Пустошинское» и «Ластольское» были объединены в муниципальное образование «Островное», в состав которого вошла деревня Свинец.

## Население
| 2002 | 2010 | 2012 |
| ---- | ---- | ---- |
| 0    | →0   | →0   |